# Ківі малий
Ківі малий (Apteryx owenii) — вид нелітаючих птахів родини ківієвих (Apterygidae).

## Етимологія
Вид названий на честь британського зоолога Річарда Оуена.

## Поширення
Ендемік Нової Зеландії. До появи європейців був поширений по всьому архіпелагу. Зараз поширений на 8 невеликих острівцях та існують дві субпопуляції на Північному острові.
Загальна чисельність виду становить 1700 птахів (дані 2013 року). Найбільша популяція знаходиться на острові Капіті (1300 особин). У 1980-х роках ківі малого запустили на острови Ред-Мерк'юрі, Ген, Лонг-Айленд, у 1993 році на острів Тірітірі-Матангі. У 2000-х роках продовжили програму з розширення популяції виду: у 2000 році 20 птахів випустили у заповіднику Зеландія, у 2009 році 9 птахів випустили на острові Мотуїхе, у 2010 птахів підселили на острів Чолкі, у 2015 році на Анкор, у 2017 році у Мисовий заповідник поблизу міста Нейпір.

## Опис
Найменший вид у родині. Птах завдовжки 35-45 см. Самець важить 0,9-1,3 кг, самиця — 1,1-1,9 кг. Забарвлення строкате з світло-сірих і темно-сірих пір'їн. Дзьоб довгий, світлий. Навколо дзьоба розташовується пучок довгих вібрисів.

## Спосіб життя
Птах живе у різноманітних біотопах: у широколистяних лісах, вторинних лісах, пасовищах, луках. Живиться дрібними безхребетними, фруктами, рослинною їжею. Самиця відкладає одне, іноді два яйця, зазвичай, у нору. Пташенята вилуплюються повністю опереними і приблизно через тиждень стають повністю самостійними та залишають гніздо.